# Любовное безумие
«Любовное безумие» (англ. Boyz Crazy) — 17 серия 1 сезона американского мультсериала «Гравити Фолз».

## Сюжет
Венди и Диппер смотрят записи с камер и прикалываются над посетителями, самостоятельно накложив свою озвучку. Потом приходит Мэйбл и рассказывает о концерте бойз-бэнда «Пару раз», на который она собирается пойти вместе со своими подружками — Кэнди и Грендой. В это же время приходит Робби и уговаривает Венди пойти вместе с Нэйтом и его девушкой на смотровую площадку. Венди отказывается, так как обижена на него. Диппер уходит, но подслушивает их разговор. Когда Венди говорит Робби, что у них с ним ничего не выйдет, Диппер радуется. Но в последний момент Робби поёт Венди песню, которую якобы он написал сам. Эта песня понравилась Венди, и она даёт Робби второй шанс. Они уходят, но Диппер подозревает, что с песней что-то не так.
На концерте девочки узнают, что все билеты проданы. Кэнди с Грендой расстраиваются, но Мэйбл не сдаётся. Они втроём прокрадываются за кулисы и находят гримёрную группы. Однако их ждёт сюрприз — участники бойз-бэнда «Пару раз» оказываются клонами, и их держат в клетке как животных. Тут же приходит их хозяин Эргман Заразин и ругает за плохое выступление. Он показывает на будущих клонов, которые хорошо танцуют, грозя заменой. После того, как он уходит Мэйбл с подругами помогают парням бежать, обещая дать им свободу. В это время дядя Стэн рассказывает Дипперу свою историю про то, как его девушку загипнотизировали музыкой и та ушла к другому. После того, как он рассказал историю, он соглашается помочь Дипперу с расследованием. Мэйбл с подругами возвращается в Хижину Чудес с большой сумкой, в которой спрятаны участники группы «Пару раз». В это время к Хижине в поисках бойз-бэнда приезжает Эргман. Зус говорит, что здесь никого нет. Козёл отрывает от машины Заразина задний номерной знак, после чего его позже арестуют.
Тем временем, Диппер с дядей Стэном, с помощью граммофона, обнаруживают, что на диске, который Робби ставил для Венди, есть тайная запись, которой он загипнотизировал её. После этого они садятся в машину и едут на смотровую площадку. Смотря телевизор, Мэйбл, Кэнди и Гренда узнают, что Эргман Заразин арестован. Кэнди и Гренда хотят сообщить группе, что они свободны, но Мэйбл теряет голову и хочет, чтобы парни навсегда остались с ней. Манипулируя группой, она выгоняет своих подруг из дома.
Диппер и Стэн приезжают на смотровую площадку и дают Венди прослушать сообщение, замаскированное в песне. Робби говорит, что ничего об этом не знал и украл песню у какой-то группы. Венди бросает Робби. После чего Диппер зовёт её с ним и Стэном куда-нибудь, но она, обращаясь ко всем парням, говорит, что они думают только о себе и уходит.
Группа «Пару раз» исполняет Мэйбл песню, написанную для неё, чтобы отблагодарить за заботу. Мэйбл сожалеет о своих действиях. На крыльце она встречает Кэнди и Гренду, и извиняется за своё поведение. После они сообщают парням, что те свободны и они уходят в лес. Диппер со Стэном пьют газировку и обсуждают женщин. Диппер чувствует, что Венди теперь ненавидит его, но Стэн убеждает, что та забудет обиду и говорит, что если ему не с кем провести остаток дня, то он может составить компанию. В этот момент Стэн замечает, что кто-то копается в помойке. Он прогоняет Легги Пи — одного из участников бойз-бэнда «Пару раз».

## Вещание
В день премьеры эпизод посмотрели 3,16 млн человек.

## Отзывы критиков
Обозреватель развлекательного веб-сайта The A.V. Club Аласдер Уилкинс поставил эпизоду оценку «B+», отметив, что «в эпизоде используется сленг 1990-х, нежели 2013-го года. Бойз-бэнд невозможно воспринимать всерьёз, за исключением, возможно, тех случаев, когда они поют проникновенные, запоминающиеся песни, которые показывают Мэйбл ошибочность её путей. Несмотря на это, эпизод „Boyz Crazy“ с радостью признаёт, что не заслужил своего эмоционального завершения, в котором заплаканная Мэйбл освобождает мальчиков». Также критику понравилось то, что «Диппер и Дядя Стэн объединяются, когда это даёт последнему посоветовать людям, как подготовиться к апокалипсису. Диппер дорого платит за свой эгоизм, когда Венди резко отвергает его приглашение в боулинг. Именно тогда, когда мультсериал кажется самым глупым, он заканчивается самым сложным, эмоционально зрелым моментом на день выхода серии».
На агрегаторе-оценок IMDB серия имеет рейтинг 7.4/10 на основе 2 190 пользовательских оценок.